# Добаш чорнолобий
Доба́ш чорнолобий (Picumnus fuscus) — вид дятлоподібних птахів родини дятлових (Picidae). Мешкає в Бразилії і Болівії.

## Поширення і екологія
Чорнолобі добаші мешкають на кордоні Болівії і бразильського штату Рондонія, в долині річки Гуапоре. Вони живуть у варзейських лісах, в густих бамбукових заростях, серед ліан.